# Hoge Weide
De Hoge Weide is een buurt in de wijk Leidsche Rijn van de stad Utrecht.
Historisch was het een landelijk gebied dat als buitengerecht in de stadsvrijheid Utrecht viel.

## Geschiedenis

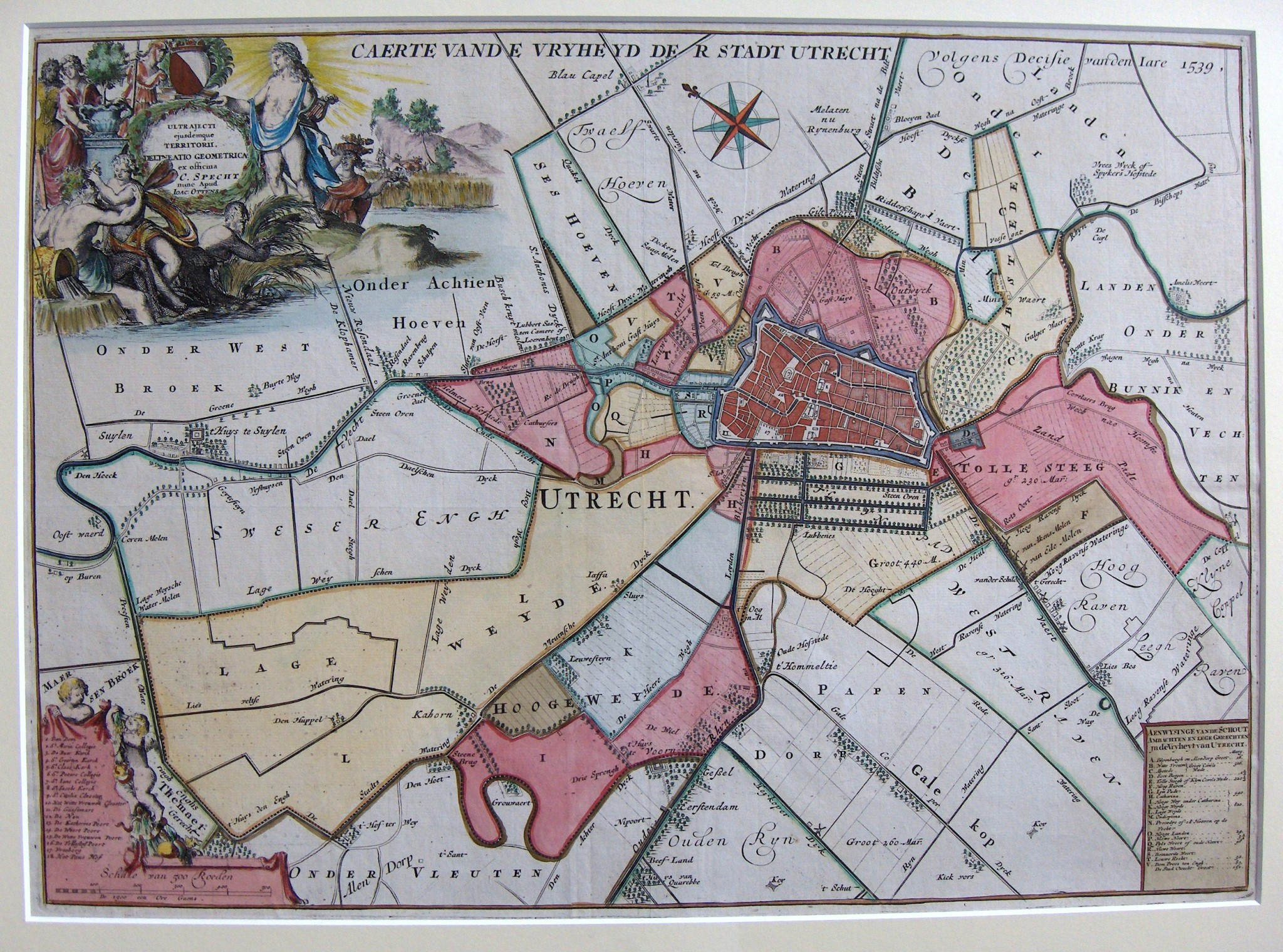
Kaart uit circa 1708 met roodgekleurd de ommuurde stad. Daaromheen is in andere kleuren de stadsvrijheid weergegeven. Linksonder in de kaart is in geel de Lage Weide ingekleurd, rechts daarvan de Hoge Weide in meerdere kleuren (noot: noordoost ligt boven in de kaart).

Ten noordwesten van de middeleeuwse ommuurde stad Utrecht lag een stadsweide die bekendstond als Trechter Weyde. Het grondgebied ervan was enkele malen groter dan het oppervlak binnen de stadsmuren. Het land van de stadsweide is een van de eerste die in de directe omgeving van Utrecht in cultuur is gebracht. De grond was aanvankelijk gezamenlijk bezit van de burgers van de stad en werd door hen gebruikt voor het vee. Een deel van Hoge Weide was echter bezit van drie Utrechtse kapittels. De eigendomsrechten van de stadsweide kwamen daarna aan de stad toe. Deze verpachtte de grond om er inkomsten uit te genereren. Rond 1315 is de stadsweide opgedeeld in kavels, die omstreeks 1433 openbaar werden geveild wegens grote tekorten waarmee de stad te kampen had.
Het grondgebied van de stadsweide bestond uit twee delen: de Lage Weide aan de noordzijde en zuidelijk de Hoge Weide. Beide vormden in de stadsvrijheid een apart buitengerecht (een gebied waarin lokaal men onder meer lagere rechtspraak kende, maar waarin de stad grote invloed had en onder meer de hogere rechtspraak uitvoerde). De grens tussen deze twee buitengerechten werd gevormd door de Vleutense Wetering/ Vleutenseweg. De Hoge Weide werd in het westen begrensd door een oude loop van de rivier de Rijn, in het zuiden zou de Leidse Rijn de grens vormen. De Hoge Weide bevond zich op een stroomrug van de rivier de Rijn die hier voorheen liep. Daarentegen bestond de Lage Weide uit veengrond met daarover een laag komklei. In de Lage en Hoge Weide verrezen vanaf omstreeks 1433 particuliere boerderijen. Een boerderij in de Hoge Weide werd uitgebouwd tot de buitenplaats Leeuwenstein.
Begin 19e eeuw werd uiteindelijk de stadsvrijheid opgeheven, waarna de Hoge Weide enkele jaren onder een zelfstandige plattelandsgemeente viel. Gaandeweg verloor de Hoge Weide meer en meer haar landelijke karakter tot op het punt dat ze vandaag de dag (vrijwel) geheel bebouwd of anderszins is omgevormd. In dit proces vonden vooral vanaf 1850 stadsuitbreidingen plaats in de voormalige Hoge Weide, waarin onder andere de buurt Lombok en de Vinex-wijk Leidsche Rijn verrezen. Ook het Merwedekanaal (het latere Amsterdam-Rijnkanaal) zou dit gebied gaan doorkruisen.

## Tegenwoordig
Vandaag de dag is de naam teruggekomen als buurtnaam, voorheen Leidsche Rijn centrum. Ook bevindt zich hier nog de straatnaam Hogeweide, de Hogeweidebrug en een parkje genaamd De Hoge Weide.
Het is tevens de locatie van de Leidsche Rijntunnel.